# Darius Vassell
Darius Martin Clarke Vassell [dəˈraɪəs ˈmɑːtɪn klɑːk vəˈsel] (* 13. Juni 1980 in Birmingham) ist ein ehemaliger englischer Fußballspieler jamaikanischer Abstammung.

## Spielerlaufbahn
Vassell spielte als Außenstürmer für Manchester City in der englischen Premier League. Zudem war er seit 2002 Mitglied der englischen Fußballnationalmannschaft. Aufgrund seines schnellen Antritts galt Vassell als idealer Einwechselspieler gegen eine bereits ermüdete gegnerische Abwehr.
Er wuchs im Süden der Stadt Sutton Coldfield, in Wylde Green, auf und spielte zu Beginn in der Birmingham Boys League, bevor ihn die Talentsucher des in Birmingham beheimateten Vereins Aston Villa im Alter von dreizehn Jahren in die Nachwuchsabteilung aufnahmen. Dem technisch versierten Vassell gelang dabei in der Saison 1996/97 mit 39 Treffern eine außerordentliche Leistung.
Im April des Jahres 1998 unterschrieb der mit 1,71 Meter verhältnismäßig kleine Vassell bei Aston Villa seinen ersten Profivertrag. In der ersten Saison debütierte er in der Premier League als Einwechselspieler gegen den FC Middlesbrough. Seinen ersten Höhepunkt erlebte er dann in der ersten Runde des UEFA-Pokals, als er, nach seiner Einwechslung in der 81. Minute, einen 1:2-Rückstand gegen den norwegischen Gast Strømsgodset IF durch zwei Tore in der Nachspielzeit in einen 3:2-Sieg umwandelte.
Obwohl er in dieser Zeit bereits in der U18- und U21-Nationalmannschaft eingesetzt wurde, musste Vassell auf den Durchbruch in seinem Verein noch über zwei Jahre warten, bevor er dann beim 3:0-Sieg gegen Bradford City im Februar 2001 seine ersten beiden Premier-League-Tore schoss. In der anschließenden Saison 2001/02 bildete er dann mit dem kolumbianischen Nationalspieler Juan Pablo Ángel ein sehr spielstarkes Sturmduo und erzielte insgesamt 16 Treffer. Zusätzlich wurde er im Februar 2002 von Sven-Göran Eriksson im Freundschaftsspiel in Amsterdam gegen die Niederlande erstmals in der englischen Fußballnationalmannschaft eingesetzt, wobei er den verletzten Michael Owen von Beginn an ersetzte. Vassell erzielte beim 1:1 den einzigen Treffer für seine Mannschaft in diesem Spiel. Den Abschluss dieser sehr erfolgreichen Spielzeit bildeten drei Einsätze während der WM 2002 in Japan und Südkorea.
2002 fiel er mehrere Monate aus, da er sich beim Versuch, eine Blutblase unter dem Zehennagel mit der Bohrmaschine freizulegen, den Zeh durchbohrte.
Den positiven Trend konnte Vassell in den anschließenden Spielzeiten 2002/03 und 2003/04 jedoch nicht fortsetzen, erzielte lediglich elf bzw. zehn Tore und hatte dabei stets mit kleineren Verletzungen zu kämpfen, die es ihm erschwerten, seine vormalige Form zu bestätigen. In der Nationalmannschaft kam er weiterhin zu Einsätzen und wurde in allen vier Spielen Englands während der EM 2004 in Portugal eingewechselt. Negativer Höhe- und Schlusspunkt der Saison war sein verschossener Elfmeter im Viertelfinale gegen Portugal, als er an Ricardo scheiterte. Seitdem wurde er nicht wieder ins englische Nationalteam berufen.
Während des zehnten Spieltags der Saison 2004/05 zog sich Vassell gegen den FC Fulham eine Fraktur der Sprunggelenks zu, musste vier Monate pausieren und kam in der Meisterschaftsrunde insgesamt nur auf zwei Treffer. Bei seiner Rückkehr erwies sich die Verletzung als nicht vollständig ausgeheilt und erst nach intensiver medizinischer Untersuchung wechselte Vassell für zwei Millionen britische Pfund zu Beginn der Saison 2005/06 zu Manchester City und unterschrieb dort einen Vertrag bis zum Abschluss der Saison 2008/09.
Von Juli 2009 bis Mai 2010 spielte er für den türkischen Verein MKE Ankaragücü. Danach war Vassell bis zum Oktober 2010 vereinslos, ehe er beim englischen Championship-Teilnehmer Leicester City unterschrieb.

## Sonstiges
- Vassell ist ein bekennender Christ. Den Umstand, dass er einige Jahre zuvor einen Autounfall überlebte, begründet er mit seinem religiösen Glauben.